# واهه هوهانیسیان (سیاست‌مدار و پزشک)
واهه لاورنتی هوهانیسیان (ارمنی: Վահե Լավրենտիի Հովհաննիսյան؛ زادهٔ ۱۰ ژوئن ۱۹۷۴) یک پزشک، روان‌پزشک و سیاستمدار اهل ارمنستان است که از تاریخ ۲۰۱۲ تا تاریخ ۲۰۱۵ سمت نمایندگی دوره هفتم مجلس ملی جمهوری ارمنستان را برعهده داشت.

## زندگی‌نامه
در ۱۰ ژوئن ۱۹۷۴ در ایروان به دنیا آمد و از دانشگاه پزشکی دولتی ایروان فارغ‌التحصیل شد. 